# Cold Spring (Nova York)
Cold Spring és una població dels Estats Units a l'estat de Nova York. Segons el cens del 2000 tenia 1.983 habitants.

## Demografia
Segons el cens del 2000, Cold Spring tenia 1.983 habitants, 910 habitatges, i 528 famílies. La densitat de població era de 1.255,1 habitants/km².
Per edats la població es repartia de la següent manera: un 19,6% tenia menys de 18 anys, un 5,3% entre 18 i 24, un 30,6% entre 25 i 44, un 25,8% de 45 a 60 i un 18,7% 65 anys o més.
L'edat mediana era de 42 anys. Per cada 100 dones de 18 o més anys hi havia 79,4 homes.
La renda mediana per habitatge era de 53.382 $ i la renda mediana per família de 76.403 $. Els homes tenien una renda mediana de 54.643 $ mentre que les dones 42.036 $. La renda per capita de la població era de 34.560 $. Entorn del 2,2% de les famílies i el 5,4% de la població estaven per davall del llindar de pobresa.